# ديفيد دبليو. جونسون
ديفيد دبليو. جونسون (بالإنجليزية: David W. Johnson)‏ هو عالم نفس أمريكي، ولد في 1940.

## وصلات خارجية
- ديفيد دبليو. جونسون على موقع إن إن دي بي (الإنجليزية)